# Victorianos Fútbol Club
El Victorianos Fútbol Club fue un equipo de fútbol venezolano, establecido en La Victoria, estado Aragua, que militó en la Tercera División de Venezuela.

## Historia
Tras ser subcampeones en la Serie Interregional en su categoría sub-20, el equipo comenzó los entrenamientos para ingresar en la tercera categoría del balompié venezolano, el 7 de enero de 2013, en las instalaciones del YMCA de La Victoria. En el marco de la preparación para el debut en la tercera división, disputó un partido amistoso con un equipo del mismo estado que debutaría también en la categoría en el mismo torneo, el Centro Hispano de Aragua FC. El debut del equipo se dio en el Torneo Clausura 2013, segundo torneo de la Tercera División Venezolana 2012/13, donde compartió el Grupo Central II con el anteriormente mencionado Centro Hispano de Aragua F.C, el Deportivo Peñarol FC y Atlético Sucre CF, debiendo disputar también partidos intergrupos ante los rivales del Grupo Central I. En 10 compromisos, el equipo dirigido por Jean Carlos Güell logró sumar 5 triunfos, 2 empates y 3 derrotas, para obtener 17 puntos y el liderato de Grupo; una de las victorias la obtuvo en condición de visitante ante el Deportivo Peñarol FC, con marcador de 0-1.
La Tercera División Venezolana 2013/14 dio inicio con el Torneo Apertura 2013, donde equipo aragüeño cambió de sede, disputando sus compromisos como local en el Estadio José Rodolfo Nieto y cambió también de estratega, asumiendo la dirección técnica Francisco Rodríguez. Un semestre de gran rendimiento futbolístico para el combinado representativo del municipio José Félix Ribas, terminando el semestre de manera invicta, con un total de 7 victorias, entre ellas una de 3 goles por cero ante el C.A.L.H en casa, otra en condición de visitante 1-2 ante el Deportivo Colonia FC y una ante el Fundación Valencia FC, de cuatro goles por cero, donde el árbitro debió concluir el compromiso luego de que el cuadro carabobeño sufriera la cuarta expulsión de uno de sus jugadores, sobrepasando el mínimo de jugadores de campo permitidos reglamentariamente.
Si bien es cierto que el cuadro aragüeño finalizó primero de grupo, avanzando así al Torneo de Promoción y Permanencia 2014, no pudo tomar parte en el mencionado torneo, siendo descalificado por las múltiples incomparecencias de sus equipos sub-18 y sub-20 en la Serie Interregional, siendo Estrella Roja FC quien ocupara su lugar. Tras este episodio, el cuadro victoriano no ha tomado parte nuevamente en los torneos profesionales de la F.V.F